# Eunemorilla emulatus
Eunemorilla emulatus är en tvåvingeart som först beskrevs av Henry J. Reinhard 1962.  Eunemorilla emulatus ingår i släktet Eunemorilla och familjen parasitflugor. Inga underarter finns listade i Catalogue of Life.